# Elecciones presidenciales de Siria de 2014
Las elecciones presidenciales se llevaron a cabo en la República Árabe Siria el 3 de junio de 2014. Fueron las primeras elecciones presidenciales directas en la historia de Siria en la que hubo más de un candidato, y las segundas elecciones multipartidistas desde el golpe de Estado que había llevado al poder al Partido Baaz Árabe Socialista en 1963. El presidente Bashar al-Ásad obtuvo un tercer mandato de siete años con el 88,7% de los votos.
Estos comicios fueron ampliamente cuestionados en el ámbito internacional y local por ocurrir en plena Guerra Civil Siria. Como resultado de dicho conflicto, presente en el país desde principios de 2011, en el marco de la Primavera Árabe, Siria tiene la mayor población de refugiados del mundo, y el voto de refugiados en algunos países extranjeros comenzó a las embajadas sirias varios días antes de que la votación se llevara a cabo en la propia Siria. Los grupos tanto extranjeros como locales de la oposición siria boicotearon la elección, al igual que el Ejército Libre Sirio, que no permitió que los comicios se llevaran a cabo dentro de gran parte del territorio del país, bajo su control durante la guerra civil. Las áreas bajo control de las milicias kurdas tampoco celebraron la elección, pero permitieron a muchas personas dirigirse a zonas controladas por el gobierno para votar.
Algunos grupos rebeldes aseguraron que interrumpirían la elección a como diera lugar, incluso bombardeando colegios electorales y zonas controladas por el gobierno. Otra declaración, emitida por la Unión Islámica de Ajnad al-Sham, la Legión del Sham, el Ejército de los Muyahidines, y el Frente Islámico, prometía que dichos grupos "no atacarían a los votantes, pero recomendaban a los mismos permanecer en sus casas en caso de que el gobierno sirio lo haga". Hubo cincuenta muertes reportadas por bombardeos rebeldes.
Tras obtener el 88.7% de los votos, al-Ásad fue juramentado para su tercer mandato el 16 de julio de 2014 en el palacio presidencial de Damasco. El Consejo de Cooperación para los Estados Árabes del Golfo, los Estados Unidos, y la Unión Europea desestimaron la elección como ilegítima. Los miembros de esta coalición han sido condenados por la precipitación del conflicto a una guerra civil a través de la invasión de Siria, ilegal según el derecho internacional, y por la Carta de la ONU por otorgar apoyo bélico y financiero a grupos terroristas como el Frente al-Nusra y el Estado Islámico de Irak y el Levante. Sin embargo, los intentos de celebrar una elección bajo un estado de guerra civil en curso fueron criticados por el Secretario General de la ONU, Ban Ki-moon, y se informó ampliamente que las elecciones estaban cerradas al escrutinio independiente. Sin embargo, una delegación internacional dirigida por aliados de Ásad, de países como Brasil, Irán, Rusia y Venezuela, emitió un comunicado afirmando la elección fue "libre, justa y transparente".

## Antecedentes

### Situación previa a la elección
Desde 2011, Siria se encuentra sumergida en una guerra civil que ha faccionado en gran parte a la población, por motivos religiosos, étnicos o sectarios. El Observatorio Sirio para los Derechos Humanos con sede en el Reino Unido afirma que la guerra ha cobrado cerca de 150.000 vidas. Un tercio de una población de 23 millones de personas. Unas siete millones han sido desplazadas con 2,5 millones como refugiados en países extranjeros.
El Presidente al-Ásad había sido elegido en referéndums sin oposición en dos ocasiones (2000 y 2007), en un régimen unipartidista dominado por el Partido Baaz Árabe Socialista. En 2012, en el marco de la guerra civil y en un intento de obtener legitimidad, el gobierno sirio organizó un referéndum que, con una participación baja, aprobó una nueva constitución multipartidista, que eliminaba el monopolio político del Partido Baaz y preveía que las elecciones presidenciales serían directas y con más de un candidato. Sin embargo, la oposición siria desestimó la nueva constitución como "fraudulenta" y el referéndum, que no recibió observación internacional y que no pudo celebrarse en las regiones no controladas por el gobierno, una "farsa".
Un portavoz de la Naciones Unidas para el secretario general, Ban Ki-moon, advirtió que en medio de la continua guerra civil siria y el desplazamiento a gran escala de los ciudadanos sirios "tales elecciones son incompatibles con la letra y el espíritu del comunicado de Ginebra" y podría "perjudicar las perspectivas de una solución política con la oposición. Nosotros, sin embargo, continuamos con la búsqueda y construiremos sobre cualquier apertura a una solución a la tragedia en Siria". Los rebeldes sirios y los partidos de oposición se negaron a asistir a la conferencia de paz que era el objetivo final del comunicado de Ginebra a menos que al-Ásad fuese removido del poder y se le prohibiera cualquier posición de liderazgo en el futuro. Las conversaciones de paz habían fracasado antes de empezar porque lo que estaba destinado a ser una negociación se convirtió en un ultimátum. El descarrilamiento de las conversaciones de paz está en marcado contraste con los objetivos declarados de la ONU para resolver el conflicto.

### Votantes refugiados
Los 2,5 millones de refugiados alrededor del mundo y su escasa capacidad de voto han dado lugar a varias controversias en torno a las elecciones. Cientos de miles de refugiados que no dejaron Siria oficialmente a través de los puestos fronterizos fueron formalmente excluidos de la votación. En Beirut, capital del Líbano, que alberga a unos 1,1 millones de refugiados sirios, las carreteras se paralizaron debido a la enorme cantidad de refugiados sirios y los expatriados sirios que ya viven en el Líbano que querían votar en la embajada.

## Votación en países extranjeros

### Permitieron

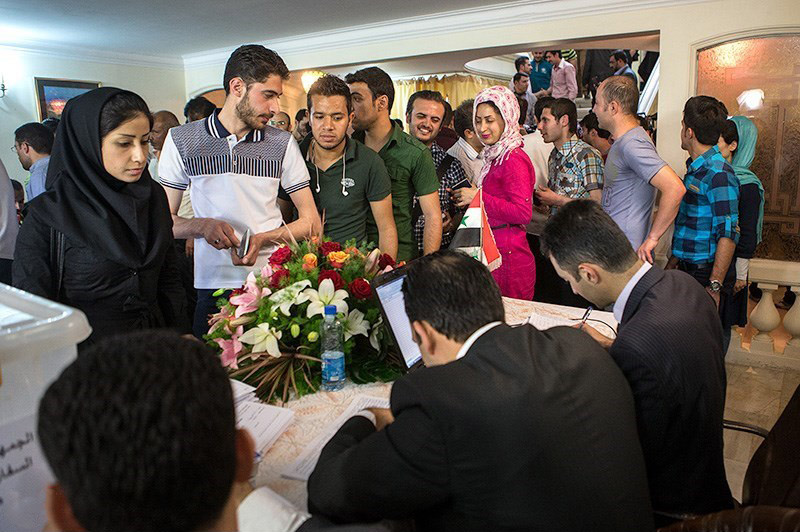
Expatriados sirios emitiendo su voto en la embajada siria de Teherán, Irán, el 28 de mayo de 2014.

Los siguientes países permitieron a los expatriados sirios votar en sus respectivas embajadas:
| - Argelia - Armenia - Austria - Bielorrusia - China - Cuba - Chipre - República Checa - India - Indonesia - Irak (alberga refugiados sirios) - Irán - Mauritania - Malasia | - Nigeria - Líbano (alberga refugiados sirios) - Omán - Pakistán - Polonia - Rumania - Rusia - Sudáfrica - Serbia - Suecia - Ucrania - Venezuela - Yemen |

### Negaron
Los siguientes doce países no permitieron que las elecciones se celebraran en las embajadas dentro de sus fronteras. Con el fin de permitir a los refugiados en dichos países votar, el gobierno sirio animó a los expatriados a regresar a su país de origen a emitir su voto. Las decisiones de estos gobiernos en boicotear las elecciones se debieron en gran medida a la presión del Consejo Nacional Sirio, una organización opositora a al-Ásad.
| - Bélgica - Canadá - Egipto - Francia - Alemania - Jordania (alberga refugiados sirios) | - Catar - Arabia Saudita - Turquía (alberga refugiados sirios) - Emiratos Árabes Unidos - Reino Unido - Estados Unidos |

## Procedimiento
La nueva constitución permitía que por primera vez otro candidato desafiara al propuesto por el partido mayoritario en el parlamento. Sin embargo, una nueva ley, aprobada por el parlamento sirio a principios de ese año, exigía que los candidatos debían de haber residido en el país los últimos diez años, impidiendo participar, de facto, a los candidatos de la oposición en el exilio.
El 8 de abril el ministro de Información sirio, Omran Zoabi anunció que los candidatos podrían presentar sus solicitudes durante los últimos diez días del mes de abril. Zoabi insistió en que a pesar de la guerra civil en curso que la elección se realizaría a tiempo, y no se retrasaría por ninguna razón. El ministro afirmó que la "inmensa mayoría" de los sirios deseaba ver el actual presidente, Bashar al-Ásad, reelegido. También declaró que las operaciones militares del gobierno no se interrumpirían por la elección.
Los criterios de elegibilidad eran, según la constitución:
1. Ser musulmán.
2. Recibir el apoyo de no menos de 35 miembros del parlamento
3. Tener más de 34 años de edad.
4. Haber vivido en Siria durante más de diez años antes de las elecciones
5. Ser sirio de nacimiento, hijo de padres sirios de nacimiento
6. No estar casado con un cónyuge no sirio.

## Candidatos
Un total de veinticuatro candidatos, entre ellos dos mujeres y un cristiano, presentaron sus solicitudes al Tribunal Constitucional Supremo para la presidencia.
De estos, solo dos candidatos y al-Ásad cumplían con los requisitos de elegibilidad para las elecciones, incluyendo el apoyo de los 35 diputados. Los otros dos candidatos, sin embargo, fueron vistos internacionalmente como "esencialmente simbólicos" y "figuras poco conocidas".
En primer lugar, presentó su candidatura Bashar al-Ásad, presidente incumbente, del Partido Baaz. El segundo candidato aprobado fue Hassan al-Nouri, del partido Iniciativa Nacional para la Administración y el Cambio de Siria (o NIACS), un antiguo ministro de al-Ásad y hombre de negocios de 54 años, oriundo de Damasco.
La última candidatura presentada fue la de Maher Hajjar, de Alepo, 43 años. Intentó presentarse como candidato del opositor Partido de la Voluntad Popular, miembro del Frente Popular para el Cambio y la Liberación (única oposición parlamentaria). El partido había apoyado las manifestaciones iniciales de la oposición en 2011, pero luego del inicio de la guerra habían descrito los intentos de derrocamiento de al-Ásad como "irreales e inútiles". A pesar del intento de candidatura de Hajjar, el partido decidió boicotear las elecciones y expulsó a Hajjar del partido el 27 de abril, acusándolo de participar en una farsa para legitimar el régimen, por lo que acabó siendo candidato independiente apoyado por diputados independientes. El partido de la Voluntad Popular negó mantener cualquier relación posterior con Hajjar.
Las otras veintiún candidaturas fueron desestimadas por el gobierno por no cumplir alguno de los requisitos. Destaca el caso de Samih Mikhael Mousa, nacido en Btaiha en 1963, que fue rechazado por ser cristiano, pues uno de los requisitos era ser musulmán.

## Resultados
La Corte Constitucional Suprema anunció el Miércoles 4 de junio de que la participación en las elecciones fue 73.42%, con 11,634,412 15,845,575 de los sirios elegibles para participar votación. El número de sirios con derecho a voto se basa en los datos del gobierno de todos los sirios que viven en Siria y en el extranjero sobre la edad de 18 años; esto incluye todos los sirios en territorio controlado por el gobierno, al territorio en poder de los rebeldes, los refugiados, los kurdos recién naturalizados, y los expatriados sirios.
El número de votos no válidos fue 442.108, un 3.8% de los emitidos. Majed Khadra, el portavoz de la Corte Constitucional Suprema, también anunció que los candidatos perdedores y los individuos con quejas sobre el proceso electoral tenían tres días para presentar sus apelaciones. Él indicó que el tribunal decidiría el resultado final siete días después del período de apelación de tres días, y luego se anunciará el nombre del ganador declarado por medio del Presidente del Consejo Popular. El mismo día, el presidente del Consejo Popular, Mohammad Jihad al-Laham, anunció los resultados.
|                                    | Bashar al-Ásad                     | Partido Baaz Árabe Socialista - Frente Nacional Progresista     | 10.319.723 | 88.7  |
|                                    | Hassan al-Nouri                    | Iniciativa Nacional para la Administración y el Cambio de Siria | 500.279    | 4.3   |
|                                    | Maher Hajjar                       | Independiente                                                   | 372.301    | 3.2   |
| Votos en blanco/anulados           | Votos en blanco/anulados           | Votos en blanco/anulados                                        | 442.108    | 3.8   |
| Total                              | Total                              | Total                                                           | 11.634.412 | 100   |
| Votantes registrados/participación | Votantes registrados/participación | Votantes registrados/participación                              | 15,845,575 | 73.42 |
| Fuentes: SANA (WA), SANA (WA)      |                                    |                                                                 |            |       |

Andrew Gelman sugirió que los resultados podrían ser fabricados sobre la base de los números exactos improbables. Por ejemplo, 10319723/11634412 = 0,886999962, por lo que el número de 88.7% para Bashar al-Ásad es correcto a solo votantes más cercanos. Del mismo modo, la proporción de al-Nouri sale a 0,042999938 y por Hajjar en 0,031999985. Pero mientras que el argumento de Gelman sugiere que los recuentos publicados fueron fabricados, también admite que no se opone a la teoría de que esas cifras podrían haber sido generados de forma retrospectiva (y no profesional) a partir de porcentajes válidos. La proporción de participación oficial, del 0.734237287, no exhibe la propiedad inusual que se encuentra en los recuentos de votos.

## Reacciones

### Locales
- Hassan al-Nouri el candidato opositor más votado, realizó una conferencia de prensa en el Hotel Sheraton de Damasco donde felicitó el presidente al-Ásad para "ganar la confianza del pueblo sirio a través de ganar las elecciones presidenciales". Nouri dijo que el proceso electoral había sido claro y transparente para todo el mundo, y añadió que tanto él como sus representantes habían inspeccionado el conteo de votos. Nouri también criticó a los que habían llamado a un boicot y afirmó en cambio que la elección podría no hacer daño o bien al pueblo sirio. Terminó su discurso afirmando: "Prometo que fui un candidato patriota que participa en la construcción de Siria y será un soldado detrás del Ejército Árabe Sirio".[54]
- El Patriarca de Antioquía de la iglesia ortodoxa siria Ignacio Aphrem II Karim dijo que la victoria electoral de al-Ásad era una victoria para todos los ciudadanos sirios honestos. En una carta de felicitación, expresó sus sinceras felicitaciones a al-Ásad por ganar la elección y le prometió orar a Dios para que lo ayudara y guiara en su trabajo.[54]

### Internacionales
Los siguientes países condenaron la elección:
- El grupo Amigos de Siria denunció la elección, alegando que de antemano la misma estaba manipulada, y que era adversa a las conversaciones de Ginebra. También se quejaron de que miles de personas no pudieron votar y que la elección solo se realizó en zonas estrictamente ocupadas por le gobierno, en un ambiente sumamente autoritario.[55]
- Reino Unido - El Secretario de Estado para Relaciones Exteriores y de la Mancomunidad, William Hague declaró: "Bashar al-Ásad carecía de legitimidad antes de estas elecciones, y carece de esta después de la misma. Esta elección no guarda ningún parecido con la democracia genuina. Se llevó a cabo en medio de una guerra civil".[56]
- Estados Unidos - Marie Harf, portavoz del Departamento de Estado de los Estados Unidos afirmó que la elección era "inconcebible" y que en Siria no había una sociedad libre.[57][58]

Los siguientes países felicitaron al gobierno de al-Ásad:
- Afganistán - El presidente afgano Hamid Karzai expresó su esperanza de que Siria superaría los desafíos "gracias a la sabiduría del liderazgo de al-Ásad y la determinación del pueblo sirio". Afirmó su apoyo a Siria en la "lucha contra el terrorismo y el extremismo", teniendo en cuenta las elecciones presidenciales como “un nuevo capítulo que abre el camino para poner fin a la crisis en Siria."[59]
- Argelia - El Presidente de Argelia Abdelaziz Buteflika envió un mensaje felicitando a al-Ásad por ganar las elecciones, y reafirmó su compromiso en "apoyar al hermano pueblo sirio en la recuperación del progreso y la prosperidad".[60]
- Armenia - El presidente Serzh Sargsyan dijo que espera que Siria se las arreglará para restablecer la paz y la estabilidad a través de un diálogo nacional en el nombre del bienestar y la prosperidad del pueblo sirio. "Le deseo [a Bashar al-Ásad] buena salud y éxitos y deseo al amigable pueblo sirio la paz eterna."[61]
- Bielorrusia - El presidente Aleksandr Lukashenko envió sus felicitaciones a al-Ásad por su victoria y criticó la interferencia extranjera en la política siria.[62]
- Bolivia - El presidente Evo Morales reiteró su apoyo a Siria bajo el liderazgo del presidente Bashar al-Ásad en su guerra contra el "terrorismo y la hegemonía imperialista".[63]
- Brunéi El Sultán Hassanal Bolkiah envió sus felicitaciones a al-Ásad, y afirmó que "la concurrencia masiva de los sirios a las urnas vuelve inútiles todos los intentos de fracturar Siria y provocar el desgaste de los sirios y su unidad. El pueblo sirio, por su participación vigorosa en las elecciones, ha expresado su compromiso con los principios nacionales firmes y hablan en voz alta contra terrorismo que ha asolado su país".[64]
- Cuba - Raúl Castro, presidente de Cuba, hizo hincapié en que "la victoria del presidente al-Ásad es una victoria para todas las personas honestas y libres que valientemente apoyaron a Siria frente a las conspiraciones extranjeras y guerra impuestas en ella".[59]
- Corea del Norte -  El líder supremo Kim Jong-un, envió un mensaje de felicitación a Bashar Al-Ásad sobre su reelección como presidente de Siria. El mensaje se extendió una calurosa felicitación a él en su reelección como presidente de Siria gracias al apoyo y la confianza del pueblo sirio.[65]
- Guyana - El Presidente de Guyana Donald Ramotar envió sus felicitaciones a al-Ásad, afirmando que era una victoria para el pueblo sirio, y expresando sus deseos de continuar las relaciones de amistad entre ambos países y la coordinación de posiciones comunes sobre asuntos regionales e internacionales.[66]
- Irán - El Ministro de Asuntos Exteriores Mohammad Javad Zarif envió un comunicado a través del Ministerio que decía: "Todos los observadores extranjeros imparciales describen estas elecciones como libres y en un ambiente tranquilo. El pueblo sirio ha escogido a al-Ásad con una abrumadora mayoría de votos, subyugando las conspiraciones de los Estados Unidos... este es el fruto de tres años de resistencia".[67]
- Nicaragua - El Presidente Daniel Ortega dijo: "Queremos felicitarle por su rotundo triunfo en las elecciones presidenciales del martes 3 de junio. Su victoria, hermano presidente Bashar, representa la reafirmación del espíritu y vocación de paz del pueblo sirio, que usted ha sabido defender con hidalguía".[68]
- Palestina - El presidente Mahmoud Abbas dijo que la reelección del presidente al-Ásad significa "preservar la unidad y la soberanía de Siria y ayudará a poner fin a la crisis y enfrentar el terrorismo, deseando prosperidad y seguridad para Siria".[69]
- Rusia - El portavoz del Ministerio de Asuntos Exteriores Alexander Lukashevich vio el voto como un evento importante que salvaguarda el funcionamiento continuo de las instituciones del Estado en Siria. Afirmó que la elección "naturalmente no fue 100 por ciento democrática" debido al conflicto en Siria, pero que la participación, la transparencia y los resultados de los monitores extranjeros "no nos da ninguna razón para cuestionar la legitimidad de la elección". "En este contexto, la reacción a la elección de algunos de nuestros socios internacionales no puede dejar de causar desilusión". "Es inaceptable ignorar los puntos de vista de millones de sirios".[70]
- Somalia - La embajada de Somalia felicitó al pueblo sirio en la victoria de las elecciones presidenciales celebradas el 3 de junio en Siria del presidente Bashar al-Ásad. Expresó la agudeza de Somalia en reforzar los lazos fraternales entre Somalia y Siria en los intereses de los dos pueblos. Somalia espera que el pueblo sirio restaurará la seguridad, la estabilidad, la amistad y la paz civil.[71]
- Sudáfrica - El Presidente Jacob Zuma felicitó a al-Ásad por ganar las elecciones, y reiteró el deseo de Sudáfrica de ayudar a Siria a restaurar la paz.[72]
- Venezuela - El presidente de Venezuela, Nicolás Maduro, felicitó a Siria por "la celebración de las elecciones presidenciales", y a su par Bashar Al-Ásad, "por la victoria alcanzada", que "reafirma su liderazgo al frente del legítimo gobierno sirio".[73]